# St. Vincent (film)
St. Vincent is een Amerikaanse film uit 2014 onder regie van Theodore Melfi. De film ging in première op 5 september op het Internationaal filmfestival van Toronto en had zijn Belgische avant-première op het Film Fest Gent 2014.

## Verhaal
Vincent is een chagrijnige in geldnood verkerende Vietnam-veteraan die zijn geld en tijd besteed aan goedkope drank, goedkope vrouwen en dure weddenschappen op de paardenrenbaan. Zijn leven verandert wanneer hij de alleenstaande Maggie met haar twaalfjarige zoon Oliver als buurvrouw krijgt. Ze rekruteert hem om op haar zoon te passen als zij moet werken in het ziekenhuis. Vincent’s ideeën over naschoolse activiteiten zijn wel heel speciaal want hij neemt de jongen mee naar de renbaan en de stripclub. Toch groeit er een vriendschap tussen de jongen en de man.

## Rolverdeling
| Acteur           | Personage                                  |
| ---------------- | ------------------------------------------ |
| Bill Murray      | Vincent MacKenna                           |
| Melissa McCarthy | Maggie Bronstein                           |
| Jaeden Lieberher | Oliver Bronstein                           |
| Naomi Watts      | Daka Parimova                              |
| Chris O'Dowd     | Pater Geraghty, godsdienstleraar           |
| Scott Adsit      | David Bronstein                            |
| Dario Barosso    | Robert Ocinski                             |
| Donna Mitchell   | Sandy MacKenna                             |
| Kimberly Quinn   | Ana, zuster verpleeghuis Sunnyside         |
| Terrence Howard  | Zucko                                      |
| Ann Dowd         | Shirley, directrice verpleeghuis Sunnyside |
| Ron McLarty      | Rector O'Brien                             |
| Nate Corddry     | Terry, bankmedewerker                      |
| Greta Lee        | Kassière bank                              |
| Lenny Venito     | Coach Mitchell, gymleraar                  |
| Ray Iannicelli   | Roger, barman                              |